# Bértoa
Bértoa (llamada oficialmente Santa María de Bértoa) es una parroquia española del municipio de Carballo, en la provincia de La Coruña, Galicia. Tiene una superficie de 12,05 km² y según el IGE en 2018 contaba con 1.551 habitantes (766 mujeres y 785 hombres).
Esta parroquia carballesa acoge el polígono industrial, así como el campo municipal de As Eiroas, casa del Bergantiños Fútbol Club. Su iglesia parroquial, la iglesia de Santa María de Bértoa, fue construida en el siglo XX y se caracteriza por sus líneas sencillas.

## Toponimia
La parroquia de Santa María de Bértoa representa una de las más de tres mil existentes en Galicia e participa de unas características identitarias propias que comparte los vecinos que viven en ese territorio e que le aportan una forma de ser que se ha ido forjando a lo largo de la historia.
Estos vínculos entre la comunidad parroquial tienen ya un origen prehistórico puesto que se iniciaron con la población que habitó en los castros de su área geográfica, en este caso, los de Queo de Arriba y del Silvoso, pero también en sus límites como el del Chorís o el de la Condesa, poblados de los que apenas se conservan vestigios por situarse en tierras de cultivo, excepto el de la Condesa, que por encontrarse en la cima de un monte, mantiene sus defensas.
Estos primeros pobladores cuando abandonaron estos recintos fortificados serían los que fundaron las primeras aldeas que después en la Alta Edad Media pasaron a formar parte de la parroquia. Así el lugar de Queo ya aparece citado en la primera mitad del siglo X y como este habría otros más, establecidos en este espacio territorial.
El nombre de Bértoa atribuido a la parroquia, que no se corresponde con ninguna entidad de población, se cita por primera vez en la primera mitad del siglo XIII, pero seguramente la fundación de esta freguesía carballesa sea del siglo anterior, cuando se crearon la mayoría de las parroquias galegas. En el siglo XV, Bértoa xa aparece documentada bajo la advocación de Santa María, que se mantiene hasta la actualidad.
La primitiva parroquial estuvo situada en el lugar del Fondal, donde hoy se encuentra el cementerio. Esta localización pudo tener que ver con el origen del topónimo Bértoa, tal como nos indica Cabeza Quiles, experto en la materia, pues es posible que proceda de la base prerromana “Bhertula”, cuya raíz “bher”, significa abrollar o fluir agua, seguramente en relación con las aguas del río Allones que discurren muy próximas.

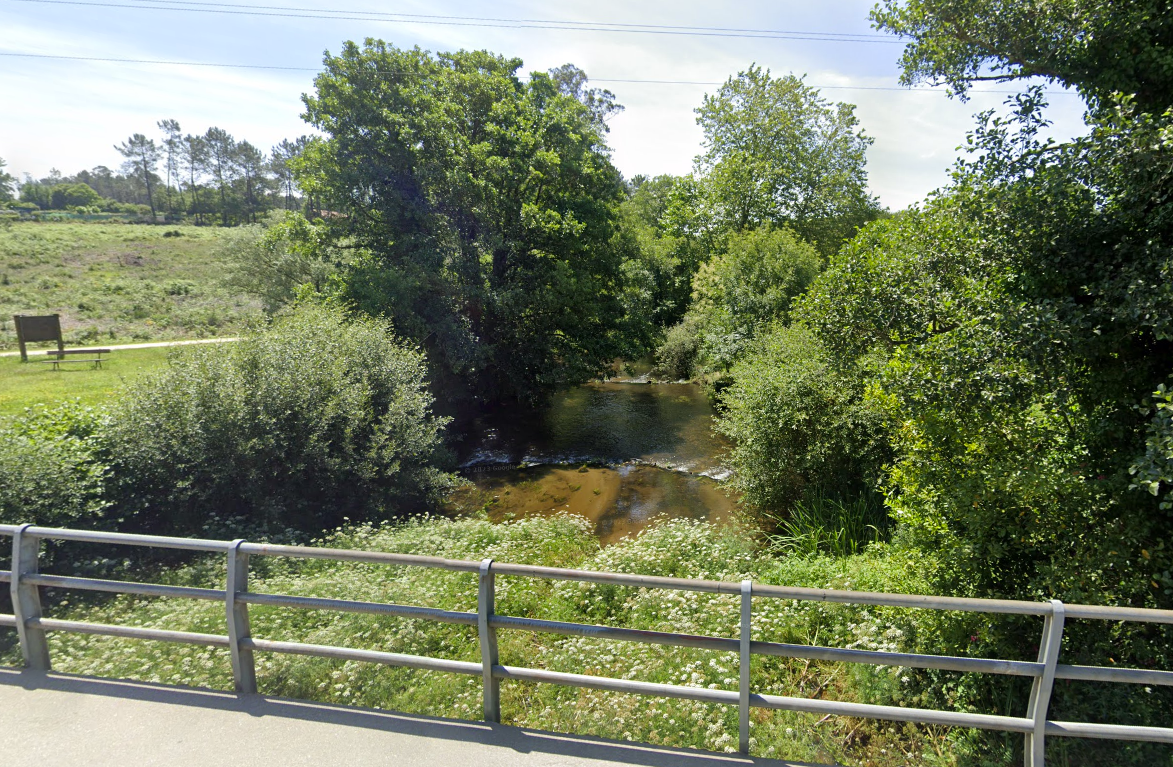
Paso del Río Allones por el Lugar del Fondal (Bértoa)

## Historia
En 1752, la parroquia carballesa de Santa María de Bértoa era de señorío particular de Miguel José María de la Bárcena, «en cuya posesión se halla y han hallado sus predecesores por compra que de él han hecho en fuerza de cédula real según lo tienen oído y corre de público en el término». En lo administrativo pertenecía a la antigua provincia de La Coruña, y en lo eclesiástico, al arciprestazgo de Bergantiños, arcedianato de Nendos, arzobispado de Santiago de Compostela. Del este al oeste, el territorio de Bértoa ocupaba tres cuartos y medio de legua; de norte a sur, legua y cuarto de otra, y se necesitaban cuatro horas para caminarla. Comenzando en el sitio llamado Grande, camina su división a otras piedras nombradas das Pallas, de allí a las piedras do Tiro y a la fuente da Aviñeira; de ésta sube por entre la feligresía de San Jorge de Artes a incorporarse con el camino o marco dos Regos das Chabelas; de aquí, a otro marco nombrado de Bouzalibán; de allí va mediando los montes del lugar do Añíon do Berdillo hasta la fuente Carracedo, que se halla a la orilla del Río Grande, de aquí pasa al telleiro llamado da Tuija, donde se divide de éste término del de la feligresía de Lemayo y jurisdicción real. De allí sigue por la falda do castro de Queo y monte de Lemayo hasta la piedra Cruzada, de ésta al marco o piedras que se dicen de Parda Rubias, de aquí va bajando a la fuente do curro do Bortelo, y dando vuelta hasta el mojón de O Ceán, que divide esta feligresía de la de San Cristóbal de Lema, donde se viene a encontrar con el camino de entre las cuestas y molino llamado de Nuno, de éste gira a la fuente del Espadaneiro, marco de O Souto, castro Chorís y fuente de María García; de allí va por el río Grande arriba a dar a la piedra Grande, que se halla de la otra parte, y concluye a ceñirse con la primera demarcación. 
Economía
En aquella época había 30.467 ferrados de terreno en sembradura, de los cuales eran 30 de hortaliza, 2.730 de sembradura, 52 de prados de regadío y secano, 26.603 de montes, 30 de carballeira, 27 de dehesas de particulares, 12 de una dehesa real y los 995 restantes repartidos entre el terreno que ocupaban las casas con sus salidos, caminos, zarzales y ribazos. Los principales frutos eran trigo, centeno y maíz; en los huertos, coles del país; en los prados, hierba, y en los montes de primera calidad, tojo. El valor del ferrado de trigo era de 6 reales; el de maíz, 4, y el de centeno, 3; el de un carnero, 12; una libra de cera, 4 y medio; el carro de tojo, 2; el de carballeira, 2; el carro de leña de roble, 6; una gallina, 2, y la libra de manteca, un cuarto y medio de real. En cuanto al ganado, había bueyes y vacas, novillos y novillas, terneros y terneras, yeguas, muletas y muletos, potras y potros, cerdos grandes y pequeños, ovejas, carneros, corderos, corderas, cabras, castrones y cabritos. También había 7 colmenas, cuyo producto en cera, miel y enjambre era de 4 reales por colmena al año. Funcionaban en la parroquia dos molinos harineros. Uno de ellos era de cubo y molía con una rueda la tercera parte del año; estaba situado en el sitio Da Eiroa y se le regulaba su producto anual en 66 reales al año. El otro estaba en el sitio Da Cheda, en el río de ese nombre; tenía dos ruedas y molía todo el año, regulándose su producto en 300 reales. Entre los tributos eclesiásticos de la época estaba el diezmo, que se pagaba al párroco por los frutos que se cogían en el término, además del de corderos y cabritos y también de lo que producían las tierras del iglesario y de cinco casares al sitio Do Curro y de Queo de Abajo que elegía el párroco por diezmero. Los restantes diezmos los percibía Micaela da Silva y Pazos, viuda y vecina de la villa de Vigo. La primicia la percibía el párroco de cada vecino casado y consistía en 2 ferrados de trigo; la misma la percibía también doña Micaela en la cantidad de 1 ferrado y medio de trigo. La oblata la percibía el párroco de las mismas personas y en las mismas cantidades y especies que la primicia. El voto lo percibía el arcediano de Nendos de cada vecino casado y de cada dos si viviesen en una misma casa. Consistía en un ferrado de trigo. Por el concepto de vasallaje se le pagaba a Miguel José María de la Bárcena, por cada vecino un real, «y aunque haiga dos o más casados en una casa, sólo lo hacen de la manera que si fuera uno». Los pobres no pagaban este tributo. El valor del mismo ascendía a 60 reales al año. También se pagaba a dicho señor la lutuosa, por la que se entendía una alhaja menor que tuviera cuatro pies y quedase por muerte de algún vecino de caudal; se regulaba su valor cada año en 20 reales. Por lo que respecta a los tributos reales, por el servicio ordinario y extraordinario se ignoraba la cuantía, por cuanto estaba unida a las rentas provinciales. 
Población
La parroquia de Santa María de Bértoa tenía 72 vecinos, incluido el párroco. Entre los seglares había un tabernero, que tenía al año un beneficio en 200 reales; 1 sastre, con dos aprendices (el sastre ganaba dos reales diarios y cada aprendiz, uno); 2 zapateros, padre e hijo, ganando el padre 3 reales al día y el hijo, 2; 1 arrendador de los frutos de doña Micaela, al que se le regulaban 200 reales de ganancia al año; 1 arrendatario de los efectos del voto, con una utilidad anual de 300 reales. No había jornaleros fijos, pero cuando algún labrador trabajaba como tal, ganaba 2 reales al día. Había un pobre de solemnidad que no se incluyó en el número de vecinos. El resto del vecindario estaba constituido mayoritariamente por labradores y por algunas pocas viudas y solteras. De las 67 casas de la parroquia, 6 de ellas estaban arruinadas por falta de colono e imposibilidad de sus dueños y su mala situación, sin que por su fondo o establecimiento del suelo pagaran cosa alguna.

## Entidades de población
Entidades de población que forman parte de la parroquia:
- Airas (As Airas)
- Añón (O Añón)
- As Carballeiras.
- Campo (O Campo)
- Charrúa (A Charrúa)
- Corredoira (A Corredoira)
- Entre Ríos (Entrerríos)
- Ferradal (O Ferradal)
- Gilfonge (Guilfonxe)
- Loenzo de Abajo[8] (Loenzo de Abaixo)
- Loenzo de Arriba.
- Mirón
- O Fondal
- Ponte (A Ponte)
- Porto da Rama
- Queo de Abajo[9] (Queo de Abaixo)
- Queo de Arriba
- Rega (A Rega)
- Requeijo[10] (Requeixo)
- Silvoso
- Vista Alegre

## Despoblados
- A Cheda
- O Río de Antelo
- O Río de Loenzo

## Demografía
| Gráfica de evolución demográfica de Bértoa entre 2000 y 2018 |
|                                                              |
| Datos según el nomenclátor publicado por el INE.             |